# マテウス・アルベルト・コントレイラス・ゴンサルヴェス
マヌーショ（Manucho）ことマテウス・アルベルト・コントレイラス・ゴンサルヴェス（Mateus Alberto Contreiras Gonçalves、 1983年3月7日 - ）は、アンゴラ・ルアンダ出身の元同国代表サッカー選手。現役時代のポジションはフォワード（センターフォワード、左ウイング）。

## 概要
2008年1月にアンゴラのクラブからマンチェスター・ユナイテッドFCに移籍したが、イギリスの労働許可証の問題があったため、2007-08シーズン後半戦はパナシナイコスFCにレンタル移籍した。2008年7月に労働許可証を取得してマンチェスター・Uに復帰し、9月23日のフットボールリーグカップ、ミドルズブラFC戦でデビューした。しかし2008-09シーズン後半戦はハル・シティFCにレンタル移籍した。マンチェスター・Uのトップチームで居所を見つけられず、2009年7月にレアル・バリャドリードに完全移籍した。

## 経歴

### クラブ

#### 初期の経歴
アンゴラの首都ルアンダに生まれ、フラメンギーニョスという少年サッカークラブに所属すると、左ウイングとしてチーム一番のスター選手となった。1999年にはアンゴラリーグで中位につけるベンフィカ・デ・ルアンダに加入してプロデビューした。2002年にはペトロ・アトレティコに移籍し、移籍当初はストライカーのフラヴィオ・アマドの存在のためにポジションを得るのに苦しんだが、アマドがエジプトのアル・アハリに移籍してポジションを獲得し、2006年は16得点、2007年は15得点でリーグ得点王のタイトルを獲得した。

#### マンチェスター・U
2007年冬にはイングランド・プレミアリーグのマンチェスター・ユナイテッドFCのトライアルに約3週間参加した。12月21日、マンチェスター・Uはマヌーショの獲得を発表し、2008年1月に3年契約を結んだ。
パナシナイコスFCへのレンタル移籍
労働許可証の取得問題が複雑化し、有用なトップチームでの経験を得るために、2008年1月31日、シーズン終了までの契約でギリシャ・スーパーリーグのパナシナイコスFCにレンタル移籍した。エジプトで開催されたアフリカネイションズカップ2008でアンゴラ代表が早期敗退に終わったため、すぐにチームに合流できた。ラリッサFCとのリーグデビュー戦(2-0)で移籍後初得点を決めた。パナシナイコスFCは2007-08シーズンを3位で終え、欧州カップ戦出場権をかけたプレーオフに参加する権利を得た。その6試合のミニトーナメントでマヌーショは3得点を挙げ、パナシナイコスFCはグループの首位でUEFAチャンピオンズリーグ予選出場権を得た。
マンチェスター・U復帰
ギリシャでの半年間を終えた2008年夏にマンチェスター・Uに戻り、プレシーズンの南アフリカ遠征に参加したが、中足骨を負傷してチームを離脱した。8月にはクラブは彼の労働許可証が発行されることを確信し、8月28日にマンチェスター・イブニング・ニュース紙はマヌーショがすでに労働許可証を受け取っていると報じた。マヌーショは背番号26を受け取り、9月23日、オールド・トラッフォードで行われたフットボールリーグカップ3回戦のミドルズブラFC戦(3-1)でデビューした。11月15日、ストーク・シティFC戦の74分にカルロス・テベスと交代してプレミアリーグデビューし、その1分後にはダニー・ウェルベックの得点までの崩しに絡んだ。12月18日、エヴァートンFCとのリザーブリーグ戦(1-1)で移籍後初得点を挙げた。
ハル・シティAFCへのレンタル移籍
マンチェスター・Uのトップチームで出場機会を得るのは困難であり、2009年1月16日にシーズン終了までの契約でハル・シティAFCにレンタル移籍した。労働許可証が再発行され、1月17日のアーセナルFC戦(1-3)に途中出場してデビューした。2009年3月4日、フラムFC戦(1-0)のロスタイムにプレミアリーグ初得点となる決勝点を挙げた。

#### レアル・バリャドリード
マンチェスター・Uに復帰後は余剰戦力扱いとなり、2009年7月20日にスペイン・リーガ・エスパニョーラのレアル・バリャドリードと5年契約を結んで完全移籍した。2009年9月13日のバレンシアCF戦(2-4)で移籍後初得点を挙げた。2点目は12月5日まで待たねばならなかったが、アウェーのセビージャFC戦で勝ち点を獲得する重要な得点を決めた。入団記者会見では40得点を約束し、2009-10シーズンはその10分の1の4得点を挙げた。
トルコへのレンタル移籍
2010年夏、トルコ・シュペルリガのブジャスポルにレンタル移籍した。2011年1月末、マニサスポルにレンタル移籍した。

#### ラージョ・バジェカーノ
2014年6月13日に、スペインのラージョ・バジェカーノと単年契約を交わし、移籍した。

#### コルネジャ
2018年9月18日、セグンダ・ディビシオンBのUEコルネジャにフリーで移籍した。

## 代表歴
2006年にアンゴラ代表デビューし、アフリカネイションズカップ2008予選を突破して本選出場権を獲得した。2008年1月にガーナで開催された本選グループリーグ初戦の南アフリカ戦では先制点を挙げ、2戦目のセネガル戦(3-1)では2得点を追加した。準々決勝のエジプト戦(1-2)では、25ヤードの距離から「大会史上最高のゴール」と称される得点を挙げたが、優勝したエジプトに敗れてベスト8に終わった。しかしマヌーショ自身は3試合4得点の活躍で、ディディエ・ドログバやサミュエル・エトオといったスター選手をおさえ大会ベストイレブンに選出された。
母国開催となったアフリカネイションズカップ2010にも出場し、マリとのグループリーグ初戦ではペナルティキックを決めた。アンゴラ代表は首位で決勝トーナメントに進出したが、準々決勝でガーナに敗れた。

## タイトル

### クラブ
ラージョ・バジェカーノ
- セグンダ・ディビシオン : 2017-18

### 個人
- アンゴラリーグ得点王 : 2006, 2007
- アフリカネイションズカップ ベストイレブン : 2008

## 個人成績
| クラブ                       | シーズン | リーグ | リーグ | カップ | カップ | リーグカップ | リーグカップ | 国際大会 | 国際大会 | その他 | その他 | 合計 | 合計 |
| クラブ                       | シーズン | 出場   | 得点   | 出場   | 得点   | 出場         | 得点         | 出場     | 得点     | 出場   | 得点   | 出場 | 得点 |
| ---------------------------- | -------- | ------ | ------ | ------ | ------ | ------------ | ------------ | -------- | -------- | ------ | ------ | ---- | ---- |
| ベンフィカ・デ・ルアンダ     | 2002     | 12     | 5      | 0      | 0      | 0            | 0            | 0        | 0        | 0      | 0      | 12   | 5    |
| ペトロ・アトレティコ         | 2003     | 8      | 0      | 0      | 0      | 0            | 0            | 0        | 0        | 0      | 0      | 8    | 0    |
| ペトロ・アトレティコ         | 2004     | 10     | 0      | 0      | 0      | 0            | 0            | 0        | 0        | 0      | 0      | 10   | 0    |
| ペトロ・アトレティコ         | 2005     | 11     | 3      | 0      | 0      | 0            | 0            | 0        | 0        | 0      | 0      | 11   | 3    |
| ペトロ・アトレティコ         | 2006     | 24     | 16     | 0      | 0      | 0            | 0            | 1        | 1        | 0      | 0      | 25   | 17   |
| ペトロ・アトレティコ         | 2007     | 25     | 15     | 0      | 0      | 0            | 0            | 1        | 1        | 0      | 0      | 26   | 16   |
| マンチェスター・ユナイテッド | 2007-08  | 0      | 0      | 0      | 0      | 0            | 0            | 0        | 0        | 0      | 0      | 0    | 0    |
| パナシナイコス (loan)        | 2007-08  | 4      | 1      | 0      | 0      | 0            | 0            | 0        | 0        | 5      | 3      | 9    | 4    |
| マンチェスター・ユナイテッド | 2008-09  | 1      | 0      | 0      | 0      | 2            | 0            | 0        | 0        | 0      | 0      | 3    | 0    |
| ハル・シティ (loan)          | 2008-09  | 13     | 2      | 4      | 0      | 0            | 0            | 0        | 0        | 0      | 0      | 17   | 2    |
| バリャドリード               | 2009-10  | 28     | 4      | 2      | 0      | 0            | 0            | 0        | 0        | 0      | 0      | 30   | 4    |
| ブジャスポル (loan)          | 2010-11  | 12     | 2      | 1      | 1      | 0            | 0            | 0        | 0        | 0      | 0      | 13   | 3    |
| マニサスポル (loan)          | 2010-11  | 9      | 0      | 0      | 0      | 0            | 0            | 0        | 0        | 0      | 0      | 9    | 0    |
| バリャドリード               | 2011-12  | 18     | 4      | 1      | 0      | 0            | 0            | 0        | 0        | 1      | 0      | 20   | 4    |
| バリャドリード               | 2012-13  | 25     | 8      | 1      | 0      | 0            | 0            | 0        | 0        | 0      | 0      | 26   | 8    |
| バリャドリード               | 2013-14  | 26     | 3      | 2      | 0      | 0            | 0            | 0        | 0        | 0      | 0      | 28   | 3    |
| ラージョ・バジェカーノ       | 2014-15  | 37     | 5      | 1      | 0      | 0            | 0            | 0        | 0        | 0      | 0      | 38   | 5    |
| ラージョ・バジェカーノ       | 2015-16  | 12     | 0      | 2      | 0      | 0            | 0            | 0        | 0        | 0      | 0      | 14   | 0    |
| 通算                         | 通算     | 275    | 68     | 14     | 1      | 2            | 0            | 2        | 2        | 6      | 3      | 299  | 74   |